# قمر الزمان أعظمي
قمر الزمان أعظمي، (وُلد في 23 مارس 1946)، هو فيلسوف وخطيب وعالم إسلامي هندي. يشغل منصب رئيس المهمة الإسلامية العالمية. من 2011 إلى 2021، تم إدراجه في قائمة أكثر 500 مسلم تأثيرًا في العالم من قبل مؤسسة آل البيت الملكي للفكر الإسلامي، وذلك بسبب جهوده الكبيرة في بناء المنظمات والمؤسسات، والمساجد، والكليات، والجامعات على مدى أكثر من خمسة عقود. وهو الراعي الأول لحركة دعوة إسلامي السنية، وهي حركة إسلامية لها فروع في مختلف أنحاء العالم، وهو من أعلام الحركة البريلوية.

## حياته
تخرج عزمي من الجامعة الأشرفية في عام 1966، حيث درس جميع العلوم الإسلامية بعمق. وهو معروف بتمكنه الكبير في الفقه، الحديث، والتاريخ. في عام 1966، كلفه عبد العزيز مراد آبادي بالذهاب إلى فيض آباد (قرب لكهنؤ) لبدء عمله الدعوي. هناك، وفي سن الثامنة عشر، أسس الجامعة الإسلامية (Al-Jame-atul-Islamia). يعتبره البعض أيضًا الوريث الروحي لمصطفى رضا خان، ابن أحمد رضا خان البريلوي.  
في 7 أغسطس 2013، قابله رئيس الوزراء البريطاني ديفيد كاميرون، مع وزيرة الشؤون الدينية البارونة سعيدة وارثي.

## الأنشطة الدعوية الإسلامية
ساهم قمر الزمان عظمي في بناء العديد من المنظمات والمؤسسات الإسلامية، بما في ذلك المساجد والكليات والجامعات في المملكة المتحدة، أمريكا، كندا، هولندا، ألمانيا، النرويج، بلجيكا، والهند. تم تأسيس هذه المراكز بدعمه المباشر وإشرافه الشخصي.

### الهند
- الجامعة الإسلامية (الجامعات الإسلامية) رواني، فايز آباد، الهند* - مرتبطة بجامعة الأزهر المرموقة في القاهرة، مصر.
- كلية الدعوة الإسلامية (IMC) في برادفورد.
- المركز الدولي للفتوى في برادفورد.
- مؤسسة عباد الرحمن في مانشستر.
- مسجد جميعة مانشستر الشمالية، بقدرة استيعابية تصل إلى 2500 مصلٍ.
- كلية الدراسات الإسلامية.

ساهم أيضًا في تأثر جماعة إسلامي، كما كان له دور في تأسيس مسجد *نور الإسلام* في بولتون، ومسجد غامكول شريف في برمنغهام.

#### الولايات المتحدة
- شارك في بناء مسجد النور في هيوستن، أمريكا، بالإضافة إلى مشاركته في تأسيس المركز الإسلامي في شيكاغو.

##### النرويج
مسجد المهمة الإسلامية العالمية* في أوسلو، النرويج، في عام 1980.

###### كندا
- مسجد نور الحرم في تورنتو.

## مؤتمر الحجاز
عُقد مؤتمر الحجاز في عام 1985 في مركز ويمبلي بلندن، واعتُبر نقطة تحول هامة للمسلمين السُنة. حضره عدد من القادة الدينيين البارزين من جميع أنحاء العالم، وكان الهدف من المؤتمر مناقشة المعاملة الوحشية للحجاج السُنة من قبل الشرطة الوهابية السعودية، وكذلك الحظر المفروض في المملكة العربية السعودية على كنز الإيمان، وهو ترجمة القرآن الكريم من قبل الإمام أحمد رضا خان.  
تم تغطية المؤتمر بشكل واسع في وسائل الإعلام البريطانية، وأحدث تأثيرًا كبيرًا. دفع هذا الضغط الحكومة السعودية بقيادة الملك فهد إلى السماح للمسلمين من جميع الحركات والطوائف بأداء الشعائر الدينية في مكة والمدينة وفقًا لمعتقداتهم الخاصة، وذلك بعد سنتين من المؤتمر.

## معلموه
من بين معلمي العلامة قمر الزمان أعظمي، يمكن ذكر العلماء التاليين:
1. حافظ الملّة العلامة عبد العزيز مراد آبادي (مؤسس الجامعة الأشرفية).
2. أستاذ العلماء العلامة حافظ عبد الرؤوف باليوي.
3. بحر العلوم العلامة مفتي عبد المنان عزمي.
4. أشرف العلماء العلامة السيد حميد أشرف.[5]